# Milky Chance/Diskografie
Diese Diskografie ist eine Übersicht über die musikalischen Werke der deutschen Folktronica-Band Milky Chance. Den Schallplattenauszeichnungen zufolge hat sie bisher mehr als 12,5 Millionen Tonträger verkauft. Ihre erfolgreichste Veröffentlichung ist die Debütsingle Stolen Dance mit über 8,5 Millionen verkauften Einheiten.

## Alben

### Studioalben
| Jahr | Titel Musiklabel                                                   | Höchstplatzierung, Gesamtwochen, AuszeichnungChartplatzierungen (Jahr, Titel, Musiklabel, Platzierungen, Wochen, Auszeichnungen, Anmerkungen) | Höchstplatzierung, Gesamtwochen, AuszeichnungChartplatzierungen (Jahr, Titel, Musiklabel, Platzierungen, Wochen, Auszeichnungen, Anmerkungen) | Höchstplatzierung, Gesamtwochen, AuszeichnungChartplatzierungen (Jahr, Titel, Musiklabel, Platzierungen, Wochen, Auszeichnungen, Anmerkungen) | Höchstplatzierung, Gesamtwochen, AuszeichnungChartplatzierungen (Jahr, Titel, Musiklabel, Platzierungen, Wochen, Auszeichnungen, Anmerkungen) | Höchstplatzierung, Gesamtwochen, AuszeichnungChartplatzierungen (Jahr, Titel, Musiklabel, Platzierungen, Wochen, Auszeichnungen, Anmerkungen) | Anmerkungen                                            |
| Jahr | Titel Musiklabel                                                   | DE | AT | CH | UK | US | Anmerkungen                                            |
| ---- | ------------------------------------------------------------------ | --- | --- | --- | --- | --- | ------------------------------------------------------ |
| 2013 | Sadnecessary Lichtdicht Records (PIAS)                             | DE14 Gold · (34 Wo.)DE | AT23 Gold · (19 Wo.)AT | CH14 (51 Wo.)CH | UK36 Silber · (5 Wo.)UK | US17 Gold · (32 Wo.)US | Erstveröffentlichung: 31. Mai 2013 Verkäufe: + 977.500 |
| 2017 | Blossom Capitol Records • Muggelig Records • Vertigo Records (UMG) | DE5 (9 Wo.)DE | AT12 (5 Wo.)AT | CH8 (6 Wo.)CH | — | US64 (1 Wo.)US | Erstveröffentlichung: 17. März 2017 Verkäufe: + 7.500  |
| 2019 | Mind the Moon Muggelig Records • Vertigo Records (UMG)             | DE23 (2 Wo.)DE | AT48 (1 Wo.)AT | CH31 (2 Wo.)CH | — | — | Erstveröffentlichung: 15. November 2019                |
| 2023 | Living in a Haze Muggelig Records (UMG)                            | DE16 (2 Wo.)DE | AT22 (1 Wo.)AT | CH13 (2 Wo.)CH | — | — | Erstveröffentlichung: 9. Juni 2023 Verkäufe: + 40.000  |

### Livealben
| Jahr | Titel Musiklabel                                      | Anmerkungen                           |
| ---- | ----------------------------------------------------- | ------------------------------------- |
| 2025 | Live from Vienna (FM4 Session) Muggelig Records (UMG) | Erstveröffentlichung: 23. Januar 2025 |

### Kompilationen
| Jahr | Titel Musiklabel                        | Höchstplatzierung, Gesamtwochen, AuszeichnungChartplatzierungen (Jahr, Titel, Musiklabel, Platzierungen, Wochen, Auszeichnungen, Anmerkungen) | Höchstplatzierung, Gesamtwochen, AuszeichnungChartplatzierungen (Jahr, Titel, Musiklabel, Platzierungen, Wochen, Auszeichnungen, Anmerkungen) | Höchstplatzierung, Gesamtwochen, AuszeichnungChartplatzierungen (Jahr, Titel, Musiklabel, Platzierungen, Wochen, Auszeichnungen, Anmerkungen) | Höchstplatzierung, Gesamtwochen, AuszeichnungChartplatzierungen (Jahr, Titel, Musiklabel, Platzierungen, Wochen, Auszeichnungen, Anmerkungen) | Höchstplatzierung, Gesamtwochen, AuszeichnungChartplatzierungen (Jahr, Titel, Musiklabel, Platzierungen, Wochen, Auszeichnungen, Anmerkungen) | Anmerkungen                            |
| Jahr | Titel Musiklabel                        | DE | AT | CH | UK | US | Anmerkungen                            |
| ---- | --------------------------------------- | --- | --- | --- | --- | --- | -------------------------------------- |
| 2021 | Trip Tape Muggelig Records (Believe)    | — | — | — | — | — | Erstveröffentlichung: 3. November 2021 |
| 2022 | Trip Tape II Muggelig Records (Believe) | — | — | CH64 (1 Wo.)CH | — | — | Erstveröffentlichung: 7. Oktober 2022  |

### EPs
| Jahr | Titel Musiklabel                                             | Höchstplatzierung, Gesamtwochen, AuszeichnungChartplatzierungen (Jahr, Titel, Musiklabel, Platzierungen, Wochen, Auszeichnungen, Anmerkungen) | Höchstplatzierung, Gesamtwochen, AuszeichnungChartplatzierungen (Jahr, Titel, Musiklabel, Platzierungen, Wochen, Auszeichnungen, Anmerkungen) | Höchstplatzierung, Gesamtwochen, AuszeichnungChartplatzierungen (Jahr, Titel, Musiklabel, Platzierungen, Wochen, Auszeichnungen, Anmerkungen) | Höchstplatzierung, Gesamtwochen, AuszeichnungChartplatzierungen (Jahr, Titel, Musiklabel, Platzierungen, Wochen, Auszeichnungen, Anmerkungen) | Höchstplatzierung, Gesamtwochen, AuszeichnungChartplatzierungen (Jahr, Titel, Musiklabel, Platzierungen, Wochen, Auszeichnungen, Anmerkungen) | Anmerkungen                          |
| Jahr | Titel Musiklabel                                             | DE | AT | CH | UK | US | Anmerkungen                          |
| ---- | ------------------------------------------------------------ | --- | --- | --- | --- | --- | ------------------------------------ |
| 2014 | Stolen Dance EP Lichtdicht Records • Republic Records (PIAS) | — | — | — | — | US181 (4 Wo.)US | Erstveröffentlichung: 9. Mai 2014    |
| 2020 | Stay Home Sessions Muggelig Records • Vertigo Records (UMG)  | — | — | — | — | — | Erstveröffentlichung: 17. April 2020 |

## Singles
| Jahr | Titel Album                                      | Höchstplatzierung, Gesamtwochen, AuszeichnungChartplatzierungen (Jahr, Titel, Album, Platzierungen, Wochen, Auszeichnungen, Anmerkungen) | Höchstplatzierung, Gesamtwochen, AuszeichnungChartplatzierungen (Jahr, Titel, Album, Platzierungen, Wochen, Auszeichnungen, Anmerkungen) | Höchstplatzierung, Gesamtwochen, AuszeichnungChartplatzierungen (Jahr, Titel, Album, Platzierungen, Wochen, Auszeichnungen, Anmerkungen) | Höchstplatzierung, Gesamtwochen, AuszeichnungChartplatzierungen (Jahr, Titel, Album, Platzierungen, Wochen, Auszeichnungen, Anmerkungen) | Höchstplatzierung, Gesamtwochen, AuszeichnungChartplatzierungen (Jahr, Titel, Album, Platzierungen, Wochen, Auszeichnungen, Anmerkungen) | Anmerkungen                                                            |
| Jahr | Titel Album                                      | DE | AT | CH | UK | US | Anmerkungen                                                            |
| ---- | ------------------------------------------------ | --- | --- | --- | --- | --- | ---------------------------------------------------------------------- |
| 2013 | Stolen Dance Sadnecessary • Stolen Dance EP      | DE2 Platin · (60 Wo.)DE | AT1 ×2Doppelplatin · (30 Wo.)AT | CH1 (73 Wo.)CH | UK24 ×2Doppelplatin · (21 Wo.)UK | US39 ×5Fünffachplatin · (25 Wo.)US | Erstveröffentlichung: 5. April 2013 Verkäufe: + 8.555.000              |
| 2014 | Down by the River Sadnecessary • Stolen Dance EP | DE39 (18 Wo.)DE | — | CH55 (4 Wo.)CH | UK79 Silber · (3 Wo.)UK | US— GoldUS | Erstveröffentlichung: 28. März 2014 Verkäufe: + 780.000                |
| 2014 | Flashed Junk Mind Sadnecessary                   | DE73 (3 Wo.)DE | AT— GoldAT | — | UK— SilberUK | US— GoldUS | Erstveröffentlichung: 29. August 2014 Verkäufe: + 830.000              |
| 2016 | Cocoon Blossom                                   | DE34 Gold · (19 Wo.)DE | AT40 Gold · (12 Wo.)AT | CH86 (4 Wo.)CH | — | US— GoldUS | Erstveröffentlichung: 11. November 2016 Verkäufe: + 955.000            |
| 2017 | Doing Good Blossom                               | — | — | — | — | — | Erstveröffentlichung: 13. Januar 2017                                  |
| 2017 | Ego Blossom                                      | — | — | — | — | — | Erstveröffentlichung: 10. Februar 2017                                 |
| 2017 | Blossom                                          | — | — | — | — | — | Erstveröffentlichung: 9. März 2017                                     |
| 2017 | Bad Things Blossom                               | — | — | — | — | — | Erstveröffentlichung: 10. November 2017 feat. Izzy Bizu                |
| 2019 | Daydreaming Mind the Moon                        | — | — | — | — | — | Erstveröffentlichung: 23. August 2019 feat. Tash Sultana               |
| 2019 | The Game Mind the Moon                           | — | — | — | — | — | Erstveröffentlichung: 13. September 2019                               |
| 2019 | Fado Mind the Moon                               | — | — | — | — | — | Erstveröffentlichung: 27. September 2019                               |
| 2019 | Rush Mind the Moon                               | — | — | — | — | — | Erstveröffentlichung: 24. Oktober 2019 feat. Témé Tan                  |
| 2020 | Don’t Let Me Down –                              | — | — | — | — | — | Erstveröffentlichung: 1. Mai 2020 Verkäufe: + 40.000; mit Jack Johnson |
| 2021 | Colorado Trip Tape                               | DE28 Gold · (33 Wo.)DE | AT18 Platin · (25 Wo.)AT | CH83 (8 Wo.)CH | — | — | Erstveröffentlichung: 17. Juni 2021 Verkäufe: + 270.000                |
| 2022 | Unknown Song –                                   | — | — | — | — | — | Erstveröffentlichung: 21. Januar 2022 feat. Paulina Eisenberg          |
| 2022 | Synchronize Living in a Haze • Trip Tape II      | DE— aDE | AT— GoldAT | — | — | — | Erstveröffentlichung: 9. März 2022 Verkäufe: + 15.000                  |
| 2022 | Troubled Man Trip Tape II                        | — | — | — | — | — | Erstveröffentlichung: 21. September 2022                               |
| 2023 | Living in a Haze                                 | DE42 (13 Wo.)DE | AT16 Gold · (19 Wo.)AT | CH67 (4 Wo.)CH | — | — | Erstveröffentlichung: 1. März 2023 Verkäufe: + 95.000                  |
| 2023 | Golden Living in a Haze                          | — | — | — | — | — | Erstveröffentlichung: 18. April 2023                                   |
| 2023 | Purple Tiger Living in a Haze                    | — | — | — | — | — | Erstveröffentlichung: 11. Mai 2023                                     |
| 2024 | Reckless Child –                                 | — | — | — | — | — | Erstveröffentlichung: 23. Januar 2024                                  |
| 2024 | Naked and Alive –                                | — | — | — | — | — | Erstveröffentlichung: 30. Mai 2024                                     |
| 2025 | Passion –                                        | — | — | — | — | — | Erstveröffentlichung: 14. Mai 2025                                     |

## Musikvideos
| Jahr | Titel             | Regie                                                                              |
| ---- | ----------------- | ---------------------------------------------------------------------------------- |
| 2013 | Stolen Dance      | Jana Buchmann, Stefan Cantante (Version 1, 2013) Till Dawn Media (Version 2, 2014) |
| 2013 | Running           | Till Dawn Media                                                                    |
| 2014 | Down by the River | Felix Urbauer                                                                      |
| 2014 | Flashed Junk Mind | Justin Izumi                                                                       |
| 2016 | Cocoon            | Davis Silis                                                                        |
| 2017 | Doing Good        | Ben Koch                                                                           |
| 2017 | Blossom           | Milky Chance, Anthony Molina                                                       |
| 2017 | Bad Things        | Anthony Molina                                                                     |
| 2019 | Daydreaming       | Ben Fitzgerald                                                                     |
| 2019 | The Game          | Jonas Vahl                                                                         |
| 2019 | Fado              | Anthony Molina                                                                     |
| 2019 | Rush              | Fabian Podeszwa                                                                    |
| 2020 | Don’t Let Me Down | Monja Gentschow, Jana Marei, Felix von Liska                                       |
| 2021 | Colorado          | Sylvain Vincent                                                                    |
| 2022 | Synchronize       | Marie Schuller                                                                     |
| 2022 | Troubled Man      | Anthony Molina                                                                     |
| 2023 | Living in a Haze  | Alena Shevchenko                                                                   |
| 2023 | Golden            | Anthony Molina                                                                     |
| 2024 | Reckless Child    | Anthony Molina                                                                     |
| 2024 | Naked and Alive   | Anthony Molina                                                                     |
| 2025 | Passion           | Anthony Molina                                                                     |

## Sonderveröffentlichungen

### Alben
| Jahr | Titel Musiklabel                           | Anmerkungen                                                        |
| ---- | ------------------------------------------ | ------------------------------------------------------------------ |
| 2014 | Spotify Sessions Lichtdicht Records (PIAS) | Erstveröffentlichung: 30. September 2014 Vertrieb nur über Spotify |

### Lieder
| Jahr | Titel Album                             | Anmerkungen                                                         |
| ---- | --------------------------------------- | ------------------------------------------------------------------- |
| 2014 | Homesick MTV Unplugged (Deluxe-Version) | Erstveröffentlichung: 7. November 2014 Gentleman feat. Milky Chance |

| Jahr | Titel Album                                      | Anmerkungen                                                  |
| ---- | ------------------------------------------------ | ------------------------------------------------------------ |
| 2015 | Shake It Off (Live) Triple J’s Like a Version 11 | Erstveröffentlichung: 2. Oktober 2015 Original: Taylor Swift |

## Statistik

### Chartauswertung
|                     | DE    | AT    | CH    | UK    | US    |
| ------------------- | ----- | ----- | ----- | ----- | ----- |
| Nummer-eins-Alben   | DE—DE | AT—AT | CH—CH | UK—UK | US—US |
| Top-10-Alben        | DE1DE | AT—AT | CH1CH | UK—UK | US—US |
| Alben in den Charts | DE4DE | AT4AT | CH5CH | UK1UK | US3US |

|                       | DE    | AT    | CH    | UK    | US    |
| --------------------- | ----- | ----- | ----- | ----- | ----- |
| Nummer-eins-Singles   | DE—DE | AT1AT | CH1CH | UK—UK | US—US |
| Top-10-Singles        | DE1DE | AT1AT | CH1CH | UK—UK | US—US |
| Singles in den Charts | DE6DE | AT4AT | CH5CH | UK2UK | US1US |

### Auszeichnungen für Musikverkäufe
| Goldene Schallplatte - Australien - 2015: für die Single Flashed Junk Mind - 2017: für das Album Sadnecessary - Belgien - 2014: für die Single Stolen Dance - Brasilien - 2024: für die Single Cocoon - Dänemark - 2023: für das Album Sadnecessary - Frankreich - 2018: für das Album Sadnecessary - Italien - 2025: für das Album Sadnecessary - Kanada - 2022: für die Single Colorado - Mexiko - 2019: für die Single Cocoon - Neuseeland - 2025: für das Album Blossom | Platin-Schallplatte - Australien - 2017: für die Single Cocoon - Brasilien - 2024: für die Single Don’t Let Me Down - Frankreich - 2018: für die Single Stolen Dance - Kanada - 2022: für die Single Down by the River - 2022: für die Single Flashed Junk Mind - 2022: für die Single Cocoon - 2025: für die Single Living in a Haze - Neuseeland - 2021: für die Single Cocoon - Niederlande - 2014: für die Single Stolen Dance - Schweden - 2014: für die Single Stolen Dance - Spanien - 2014: für das Streaming Stolen Dance | 2× Platin-Schallplatte - Dänemark - 2024: für die Single Stolen Dance - Kanada - 2022: für das Album Sadnecessary - Neuseeland - 2025: für das Album Sadnecessary 3× Platin-Schallplatte - Italien - 2015: für die Single Stolen Dance - Spanien - 2024: für die Single Stolen Dance 4× Platin-Schallplatte - Australien - 2015: für die Single Stolen Dance 6× Platin-Schallplatte - Neuseeland - 2024: für die Single Stolen Dance Diamantene Schallplatte - Kanada - 2023: für die Single Stolen Dance |

Anmerkung: Auszeichnungen in Ländern aus den Charttabellen bzw. Chartboxen sind in ebendiesen zu finden.
| Land/RegionAuszeichnungen für Musikverkäufe (Land/Region, Auszeichnungen, Verkäufe, Quellen) | Silber     | Gold       | Platin       | Diamant  | Verkäufe  | Quellen              |
| -------------------------------------------------------------------------------------------- | ---------- | ---------- | ------------ | -------- | --------- | -------------------- |
| Australien (ARIA)                                                                            | —          | 2× Gold2   | 5× Platin5   | —        | 420.000   | aria.com.au          |
| Belgien (BRMA)                                                                               | —          | Gold1      | —            | —        | 15.000    | ultratop.be          |
| Brasilien (PMB)                                                                              | —          | Gold1      | Platin1      | —        | 70.000    | pro-musicabr.org.br  |
| Dänemark (IFPI)                                                                              | —          | Gold1      | 2× Platin2   | —        | 190.000   | ifpi.dk              |
| Deutschland (BVMI)                                                                           | —          | 3× Gold3   | Platin1      | —        | 800.000   | musikindustrie.de    |
| Frankreich (SNEP)                                                                            | —          | Gold1      | Platin1      | —        | 250.000   | snepmusique.com      |
| Italien (FIMI)                                                                               | —          | Gold1      | 3× Platin3   | —        | 115.000   | fimi.it              |
| Kanada (MC)                                                                                  | —          | Gold1      | 6× Platin6   | Diamant1 | 1.320.000 | musiccanada.com      |
| Mexiko (AMPROFON)                                                                            | —          | Gold1      | —            | —        | 30.000    | amprofon.com.mx      |
| Neuseeland (RMNZ)                                                                            | —          | Gold1      | 9× Platin9   | —        | 247.500   | radioscope.co.nz NZ2 |
| Niederlande (NVPI)                                                                           | —          | —          | Platin1      | —        | 30.000    | nvpi.nl              |
| Österreich (IFPI)                                                                            | —          | 5× Gold5   | 3× Platin3   | —        | 157.500   | ifpi.at              |
| Schweden (IFPI)                                                                              | —          | —          | Platin1      | —        | 40.000    | sverigetopplistan.se |
| Spanien (Promusicae)                                                                         | —          | —          | 4× Platin4   | —        | 180.000   | elportaldemusica.es  |
| Vereinigte Staaten (RIAA)                                                                    | —          | 4× Gold4   | 5× Platin5   | —        | 7.000.000 | riaa.com             |
| Vereinigtes Königreich (BPI)                                                                 | 3× Silber3 | —          | 2× Platin2   | —        | 1.660.000 | bpi.co.uk            |
| Insgesamt                                                                                    | 3× Silber3 | 22× Gold22 | 44× Platin44 | Diamant1 |           |                      |